# Братья Карамазовы (телесериал)
«Братья Карамазовы» — российская экранизация одноимённого романа Ф. М. Достоевского. Режиссёром и продюсером многосерийного фильма выступил Юрий Мороз. Вариант фильма в восьми сериях был показан в 2009 году на Первом канале.

## В ролях
- Сергей Колтаков — Фёдор Павлович Карамазов
- Сергей Горобченко — Дмитрий Карамазов
- Анатолий Белый — Иван Карамазов
- Александр Голубев — Алексей Карамазов
- Павел Деревянко — Павел Смердяков
- Елена Лядова — Грушенька Светлова
- Виктория Исакова — Катерина Ивановна
- Дина Корзун — Катерина Хохлакова
- Мария Шалаева — Лиза Хохлакова
- Александр Парфенович — Григорий Васильев
- Евгений Меркурьев — старец Зосима
- Сергей Баталов — Пётр Перхотин
- Виктор Перевалов — помещик Максимов
- Иван Кокорин — Михаил Ракитин
- Кирилл Гребенщиков — Иисус Христос
- Леонид Окунев — штабс-капитан Николай Снегирёв
- Наталья Суркова — Арина Снегирёва
- Елизавета Арзамасова — Варвара Снегирёва
- Владимир Большов — следователь Николай Нелюдов
- Юрий Назаров — исправник Михаил Макарович
- Андрей Ильин — прокурор Ипполит Кириллович
- Виталий Хаев — Горсткин
- Александр Бранкевич — Трифон Борисович
- Фёдор Добронравов — Муссялович
- Елена Подкаминская — Агафья Ивановна
- Екатерина Приморская — дама на хорах
- Глеб Петропавлов — посыльный
- Денис Петропавлов — посыльный
- Александр Беспалый — Ильинский, батюшка
- Тимофей Трибунцев —

## Места съёмок
Съёмки проходили в Суздале, Минске, Москве (Ленинские Горки (бывшая усадьба Мамонтовых), усадьба князей Трубецких (сейчас — «НИИ природы»)), Россоши (там снимали Мокрое), Кириллове.